# Cumhurlu
Cumhurlu ist ein Ortsteil (Mahalle) im Landkreis Saimbeyli der türkischen Provinz Adana mit 224 Einwohnern (Stand: Ende 2024). Im Jahr 2011 hatte der Ort 245 Einwohner.